# Хатки (Самборский район)
Хатки (укр. Хатки) — село в Ралевской сельской общине Самборского района Львовской области Украины.
Население по переписи 2021 года составляло 17 человека. Занимает площадь 1,76 км². Почтовый индекс — 81473. Телефонный код — 3236.